# Jon Lord
John "Jon" Douglas Lord (9 tháng 6 năm 1941 - 16 tháng 7 năm 2012)  là một nhà soạn nhạc, nghệ sĩ piano và người chơi organ Hammond nổi tiếng người Anh với các tác phẩm đi tiên phong trong việc hợp nhất nhạc rock với các hình thức nhạc cổ điển hoặc baroque, đặc biệt là với ban nhạc Deep Purple, cũng như Whitesnake, Paice Ashton Lord, The Artwoods, và The Flower Pot Men. Năm 1968, Lord đồng sáng lập Deep Purple, một ban nhạc hard rock mà ông được coi là thủ lĩnh cho đến năm 1970. Cùng với các thành viên khác, ông đồng sáng tác trong hầu hết các bài hát nổi tiếng nhất trong ban nhạc của mình. Ông và tay trống Ian Paice là sự hiện diện liên tục duy nhất trong ban nhạc trong khoảng thời gian từ năm 1968 đến 1976, và kể từ khi nó được tái lập vào năm 1984 cho đến khi Lord nghỉ sáng tác cho Deep Purple năm 2002. Vào ngày 11 tháng 11 năm 2010, ông được giới thiệu là thành viên danh dự của trường đại học Stevenson ở Edinburgh, Scotland. Vào ngày 15 tháng 7 năm 2011, ông được Đại học Leicester trao bằng Tiến sĩ âm nhạc danh dự tại Đại học De Montfort. Lord đã được truy tặng vào Đại sảnh Danh vọng Rock and Roll vào ngày 8 tháng 4 năm 2016 với tư cách là thành viên của Deep Purple.